# ونجیه
وندی آیچ، معروف به ونجیه، (متولد ۹ ژانویه ۱۹۸۶) یک یوتیوبر، بلاگر و خواننده چینی-استرالیایی است. از سال ۲۰۱۸، کانال یوتیوب او بیش از ۱۴ میلیون دنبال کننده دارد و وی را محبوب‌ترین یوتیوبر استرالیایی می‌کند. کانال او از ژانویه سال ۲۰۱۸ ششمین کانال پرطرفدار یوتیوب بود.

## زندگی شخصی
ونجی در کودکی به استرالیا نقل مکان کرد. وی هم‌اکنون در سیدنی، لس آنجلس، کالیفرنیا و چین مستقر است. او از ۱۳ اوت ۲۰۱۵ با مکس نامزد شده‌است.